# Watertoren (Bergambacht)
De watertoren in Bergambacht, in de Nederlandse provincie Zuid-Holland, is ontworpen door architect P.D. Stuurman en is gebouwd in 1937. De watertoren heeft een hoogte van 40 meter en een waterreservoir van 360 m³. De watertoren is een rijksmonument sinds 1988 en wacht op herbestemming.